# Импульсный трансформатор
Импульсный трансформатор (ИТ) — трансформатор, предназначенный для преобразования тока и напряжения импульсных сигналов с минимальным искажением исходной формы импульса на выходе.

## Описание
Импульсные трансформаторы, предназначенные для трансформирования коротких импульсов с минимальными искажениями и работающие в режиме переходных процессов, находят применение в различных импульсных устройствах.
Импульсные трансформаторы позволяют изменить уровень и полярность формируемого импульса напряжения или тока, согласовать сопротивление генератора импульсов с сопротивлением нагрузки, отделить потенциалы источника и приёмника импульсов, получить на нескольких раздельных нагрузках импульсы от одного генератора, создать обратную связь в контурах схемы импульсного устройства. Импульсный трансформатор может быть также использован и как преобразовательный элемент, например дифференцирующий трансформатор.
Генерация мощных импульсов современных параметров невозможна без применения высоковольтных импульсных трансформаторов. Получаемая форма выходных импульсов во многом определяется свойствами ИТ, особенно при большом коэффициенте трансформации. Применение выходных повышающих ИТ позволяет резко сократить габариты, вес и стоимость генерирующих устройств,
хотя и негативно влияет на форму квазипрямоугольных импульсов, увеличивая относительные длительности фронта, среза и неравномерность вершины. В связи с этим величина коэффициента трансформации современных выходных ИТ при длительности импульсов в единицы и десятки микросекунд возрастает до 10 — 20 и более.
Наибольшее распространение получили ИТ, трансформирующие импульсы, по форме близкие к прямоугольным, которые обладают крутым фронтом и постоянством напряжения вершины импульса, необходимыми для работы широкого класса нагрузок. Импульс прямоугольной формы должен быть трансформирован с малыми искажениями, длительность фронта импульса должна быть значительно меньше длительности импульса и переходные процессы при трансформации фронта и вершины импульса рассматриваются раздельно. Эквивалентные схемы ИТ при раздельном рассмотрении переходных процессов упрощаются и позволяют установить связь между параметрами эквивалентных схем и конструктивными параметрами ИТ и найти такие соотношения между ними, при которых удовлетворяются требования к длительности фронта и скосу вершины импульса

## Эквивалентные схемы
Трансформация фронта импульса с малыми искажениями достигается при малых значениях индуктивности рассеяния и распределенной ёмкости трансформатора, которые уменьшаются с уменьшением числа витков обмоток и сечения магнитопровода ИТ. В то же время для трансформации вершины импульса с малым спадом следует стремиться к увеличению индуктивности намагничивания трансформатора, возрастающей с увеличением числа витков и сечения магнитопровода.
Удовлетворение одновременно нескольким поставленным требованиям при расчёте ИТ потребует нахождения компромиссного решения. Оно должно быть принято в зависимости от значимости того или иного поставленного требования.
Расчеты ИТ производятся на основе приближённой эквивалентной схемы с сосредоточенными параметрами. Индуктивный эффект и потери в проводах обмоток можно учитывать с помощью известной Т-образной эквивалентной схемы.
Параметры схемы:

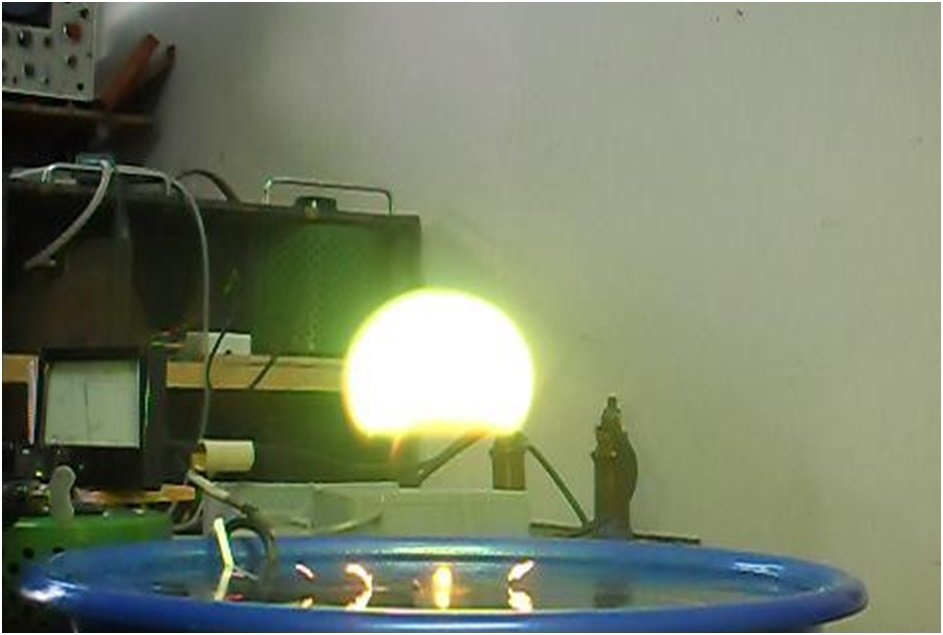
Эквивалентная Т-образная схема импульсного трансформатора

{\displaystyle L_{\mu }} — индуктивность намагничивания трансформатора, учитывающая запасание энергии в основном потоке взаимной индукции магнитопровода при приложении напряжения к первичной обмотке. С потоком в сердечнике связан ток намагничивания, протекающий по первичной обмотке;
{\displaystyle L_{s1},L_{s2}} — индуктивности рассеяния обмоток, учитывающие запасание энергии в потоках рассеяния, связанных с протеканием по обмоткам тока нагрузки;
{\displaystyle R_{1},R_{2}} — активные сопротивления проводов обмоток, учитывающие потери при протекании по ним тока нагрузки;
{\displaystyle R_{B}} — эквивалентное сопротивление, учитывающие потери энергии в магнитопроводе на гистерезис и вихревые токи.
Наряду с запасанием энергии в магнитных полях, а также потерями в проводах обмоток в ИТ необходимо учитывать запасание энергии в электрических полях между обмоткой и магнитопроводом и между слоями обмоток. Учёт этой энергии производят введением трех ёмкостей, образующих П-образную структуру: {\displaystyle C_{1}} — ёмкость первичной обмотки, {\displaystyle C_{2}} — ёмкость вторичной обмотки, {\displaystyle C_{1,2}} — ёмкость между обмотками.
Получившаяся эквивалентная схема ИТ описывается уравнением высокого порядка, что затрудняет анализ в общем виде:

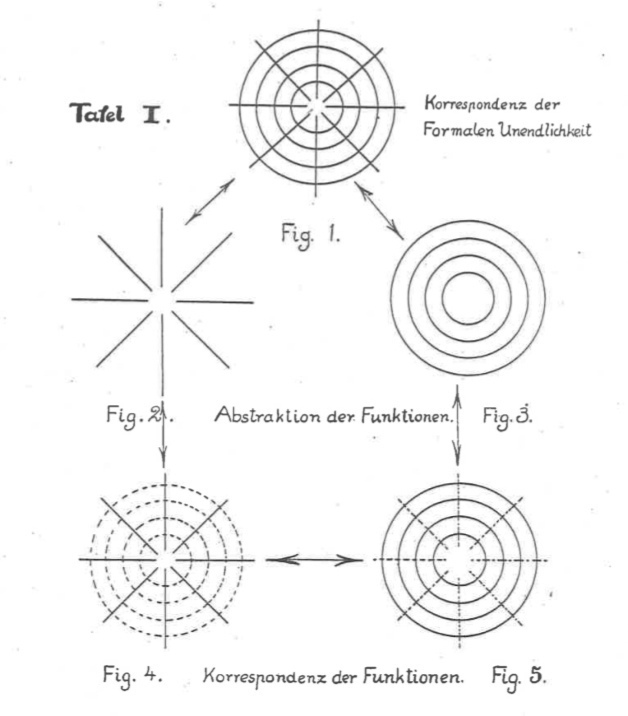
Эквивалентная схема ИТ шестого порядка

Однако без внесения заметной погрешности можно упростить схему, если иметь в виду следующее:
1. Намагничивающий ток составляет обычно небольшую часть тока нагрузки и поэтому можно пренебречь его влиянием на поток рассеяния. Это позволяет перейти от Т-образной схемы из индуктивных ветвей к Г-образной схеме.
2. Так как электрическая энергия пропорциональна квадрату напряжения, то основная её часть запасается в обмотке высшего напряжения. Поэтому П-образная схема ёмкостных элементов замещается одной эквивалентной ёмкостью, подключенной параллельно обмотке высшего напряжения.
3. Число витков обмоток ИТ мало и, следовательно, можно пренебречь при расчётах наиболее важных электрических характеристик сопротивлением обмоток, полагая {\displaystyle R_{1}=R_{2}=0}. Сопротивление обмоток учитывается при определении потерь.
В результате указанных упрощений, фронт анализируется на основе эквивалентной схемы 2-го порядка с сосредоточенными индуктивностью и ёмкостью, определяемыми из энергетических соображений:

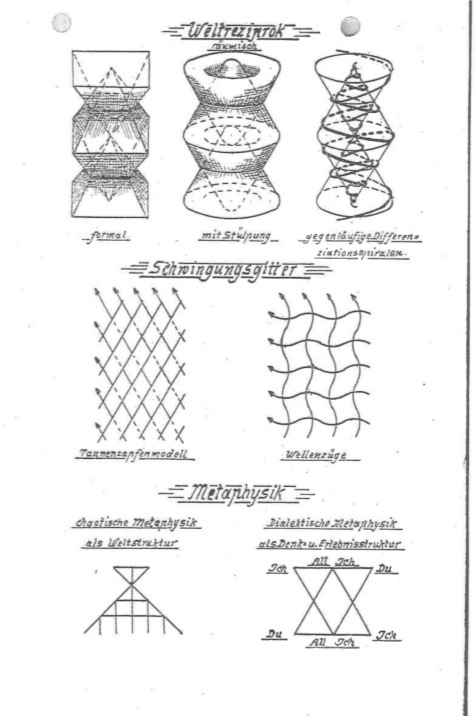
Эквивалентная схема формирования фронта 2-го порядка

Она хотя и удобна для математического описания, но не отражает в полной мере процессы, происходящие при передаче импульса, так как при этом считается, что большая часть электрической энергии паразитной ёмкости запасается в обмотке высшего напряжения.
Между тем использование такой схемы недопустимо при соизмеримости приведенных ёмкостей обмоток, включающих в себя паразитные ёмкости нагрузки и генератора, так как нельзя отдать предпочтение ни одной из ёмкостей. Кроме того, при резком различии приведенных ёмкостей, когда, казалось бы, можно ограничиться одной из них, возможно формирование фронта с паразитными колебаниями, наложенными на самом фронте, а не на вершине. Такие колебания должны быть исключены, например, при импульсной модуляции мощных магнетронных генераторов. Но схема 2-го порядка не только не позволяет определить условия их появления, но даже исключает само их существование. В работах вышеупомянутых авторов такой вид искажения фронта прямоугольного импульса отсутствует. Поэтому надо как минимум учитывать разделение ёмкостей обмоток индуктивностью рассеяния.
Следовательно, предпочтительнее рассматривать эквивалентную схему 3-го порядка, как это сделано в работе:
{\displaystyle L} — индуктивность рассеяния;

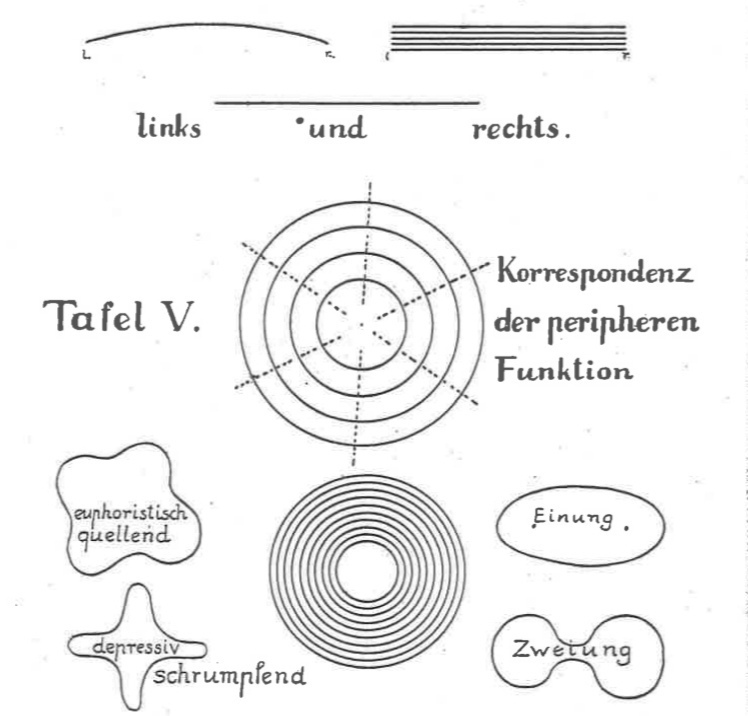
Эквивалентная схема формирования фронта 3-го порядка

{\displaystyle R} — сопротивление обмоток, включающее приведенное сопротивление вторичной обмотки;
{\displaystyle R_{i}} — сопротивление генератора импульсов;
{\displaystyle C_{1}} — эквивалентная ёмкость первичной обмотки, включающая выходную ёмкость генератора;
{\displaystyle C_{2}} — эквивалентная приведённая ёмкость вторичной обмотки включающая паразитную ёмкость нагрузки.

## Виды импульсных трансформаторов
Все конструктивные схемы можно свести к четырём основным:
1. Стержневой
2. Броневой
3. Бронестержневой
4. Тороидальный